# Moskau-Nizza-Express

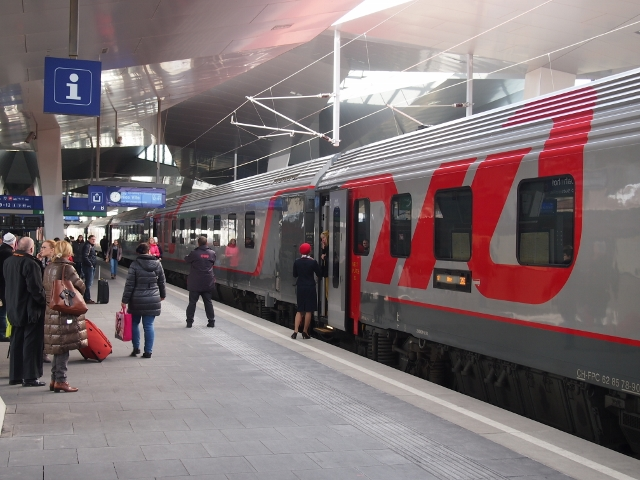
EN 409 in Wien Hauptbahnhof (2016)

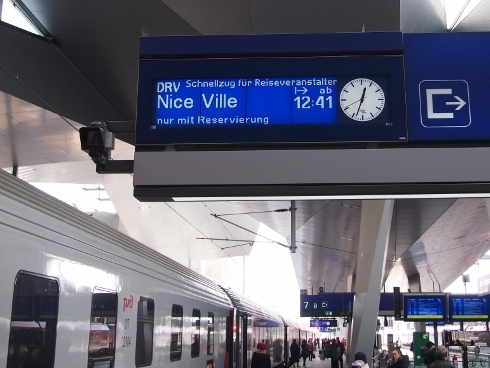
Zugzielanzeiger in Wien Hauptbahnhof

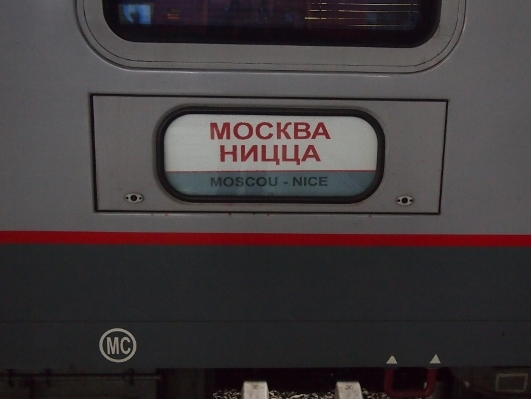
Zuglaufschild Moskau–Nizza

Der Moskau-Nizza-Express war ein internationaler Nachtreisezug der Russischen Eisenbahnen. Das Zugpaar verkehrte von Moskau nach Nizza und durchquerte dabei die Staaten Russland, Belarus, Polen, Tschechien, Österreich, Italien, Monaco und Frankreich. 

## Geschichte
Schon vor dem Ersten Weltkrieg verkehrte zwischen Russland und der Côte d’Azur von 1898 bis 1914 mit dem St. Petersburg-Wien-Nizza-Cannes-Express ein Luxuszug, bei dem die Fahrgäste jedoch in Warschau zwischen dem breitspurigen russischen Zug und dem in Mitteleuropa fahrenden normalspurigen Zug umsteigen mussten.
2010 richteten die Russischen Eisenbahnen mit dem Moskau-Nizza-Express einen Direktzug zwischen Russland und der Côte d’Azur ein. Als Reaktion auf die COVID-19-Pandemie ist der Zuglauf seit dem 5. März 2020 eingestellt.

## Verbindung
Die Verbindung fuhr zwischen der belarussisch-polnischen Grenze und Nizza als EuroNight (EN) mit den Zugnummern 409 in Richtung Nizza und 408 in der Gegenrichtung. In Russland und Belarus trug das Zugpaar die Nummern 17 und 18.
Der Zuglauf begann in Moskwa-Belorusskaja und führte über Wjasma, Smolensk, Orscha-Zentralny, Minsk-Passaschyrski, Brest-Zentralny, Terespol, Warszawa Wschodnia, Warszawa Centralna, Warszawa Zachodnia, Katowice, Zebrzydowice, Bohumín (kein Zustieg), Břeclav, Wien Hauptbahnhof, Linz Hauptbahnhof, Bischofshofen, Zell am See, Jenbach, Innsbruck Hauptbahnhof, Brenner/Brennero (kein Zustieg), Bozen, Verona Porta Nuova, Milano Rogoredo, Genova Piazza Principe, Sanremo, Bordighera, Ventimiglia, Menton und Monaco-Monte-Carlo zum Zielbahnhof Nice-Ville.
Mit einem Laufweg von 3315 km handelte es sich um einen der längsten Zugläufe in Europa. Die planmäßige Fahrzeit betrug etwa 49 Stunden. Das Zugpaar verkehrte einmal pro Woche: donnerstags ab Moskau und sonntags ab Nizza. In Brest-Zentralny wurden die Drehgestelle der Personenwagen von der russischen Breitspur auf Normalspur umgespurt. Die Lokomotive wurde bei der Überfahrt zum jeweils nächsten Staat und dessen nationaler Eisenbahn gewechselt.